# Sint-Trudokerk (Stiphout)

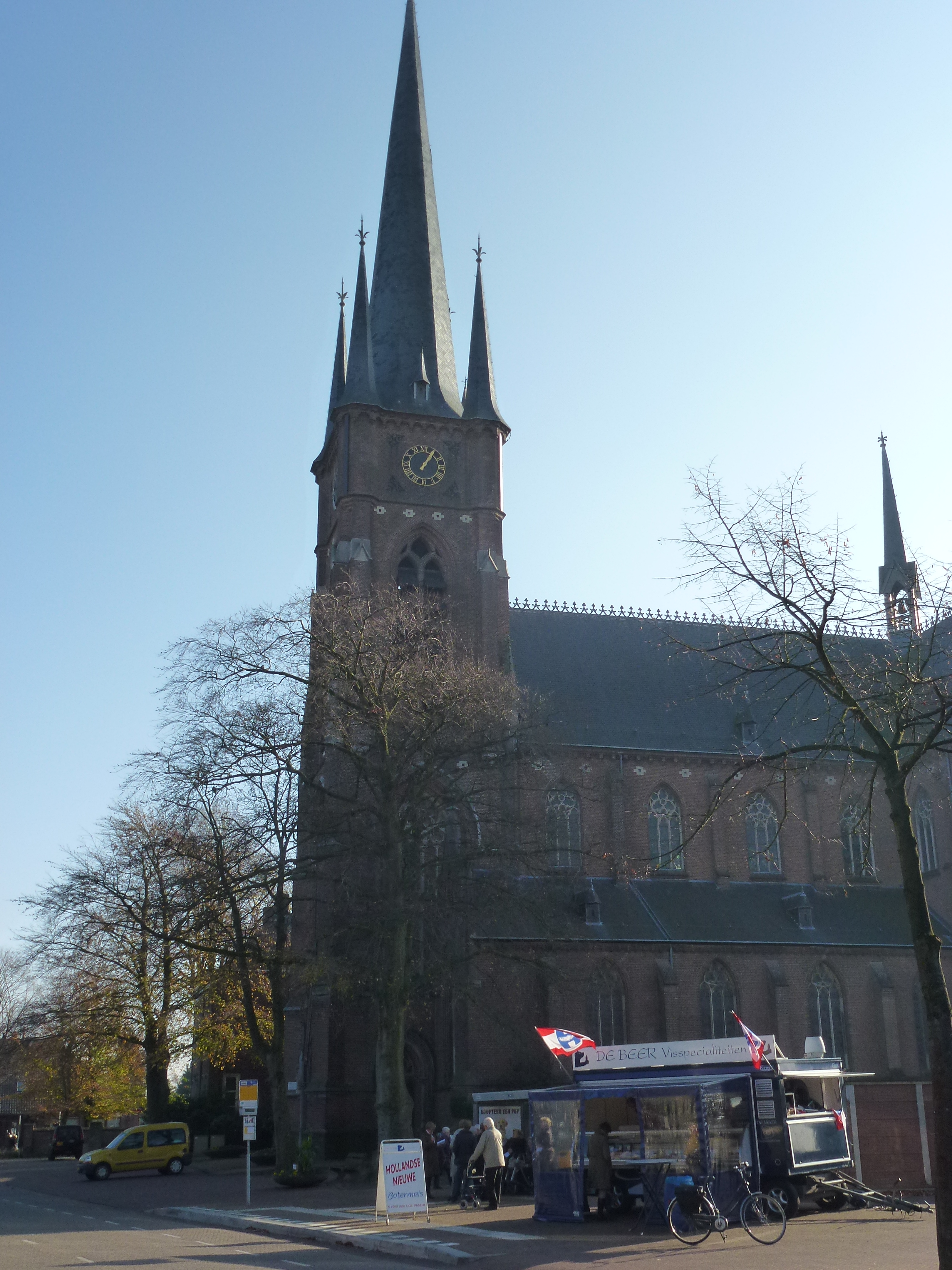
Sint-Trudokerk

De Sint-Trudokerk is de rooms-katholieke parochiekerk van Stiphout (Helmond), gelegen aan de Dorpsstraat 32.

## Geschiedenis
De parochie van Stiphout is al oud. De huidige kerk had dan ook een voorganger, die zich echter op een andere plaats bevond. De Oude Toren is daar een overblijfsel van. De patroonheilige verwijst naar de vroegere banden met de Abdij van Sint-Truiden.
Sinds 2002 werkt de parochie van Stiphout samen met die van Onze Lieve Vrouw ten Hemelopneming te Helmond in de Pastorale Eenheid Sint Trudo - Onze Lieve Vrouw.

## Gebouw
De huidige kerk werd ontworpen door H.J. van Tulder en werd ingezegend in 1884. Vóór die tijd maakten de katholieken gebruik van hun schuurkerk, aangezien de oude Sint-Trudokerk onbruikbaar was geworden. Het is een grote, hoge kruisbasiliek met een opvallend spitse toren die ook nog van vier spitse hoektorentjes is voorzien. Het interieur van de kerk is rijk en kleurig, door de veelkleurige baksteen die in de gewelven werd gebruikt. Het kerkmeubilair is in neogotische trant uitgevoerd en nog vrijwel geheel aanwezig.
In de kerk bevinden zich gebrandschilderde ramen, waarop de geschiedenis van het Mirakel van Stiphout staat uitgebeeld. 
De kerk is geklasseerd als rijksmonument.
Het kabinetorgel dateert van eind 18e eeuw en werd gebouwd door de Goudse orgelbouwer Hess. Het heeft een tijdlang in Kasteel Croy gestaan, maar kwam in 1994 weer terug. Na restauratie was het in 2006 weer speelklaar.